# Ulvaria
Ulvaria é um género de algas da família Monostromataceae.

## Espécies
- Ulvaria obscura
- Ulvaria fusca